# 石川県立金沢中央高等学校
石川県立金沢中央高等学校（いしかわけんりつ かなざわちゅうおうこうとうがっこう、英: Ishikawa Prefectural Kanazawa Chuo High School）は、石川県金沢市泉本町にある多部制定時制の公立の高等学校。通称は「中央（ちゅうおう）」。

## 設置学科
- 総合学科（昼間制午前・午後・夜間制）

## 沿革
- 1948年（昭和23年）9月1日 - 石川県立金沢第二高等学校に定時制課程普通科を設置。
- 1949年（昭和24年）4月1日 - 石川県立金沢二水高等学校定時制と改める。
- 1952年（昭和27年）4月1日 - 石川県立金沢二水高等学校定時制普通科と石川県立金沢董台高等学校定時制商業科が合併し、石川県立金沢中央高等学校として独立校になる。
- 1964年（昭和39年）4月1日 - 昼間二部制家政科を設置。
- 1968年（昭和43年）4月1日 - 昼間二部制に普通科及び専攻科（生活科学科）を設置。
- 1969年（昭和44年）4月1日 - 専攻科を石川県立金沢家庭専門学校[1]へ引継ぎ、夜間制に衛生看護科を設置。
- 1970年（昭和45年）12月15日 - 金沢市泉本町に現校舎完成。
- 1976年（昭和51年）3月31日 - 昼間二部制家政科を廃止。
- 1983年（昭和58年）3月31日 - 夜間制衛生看護科を廃止。
- 1985年（昭和60年）4月1日 - 夜間制普通科にビジネスコース設置。
- 1988年（昭和63年）
  - 3月31日 - 夜間制商業科を廃止。
  - 4月1日 - 単位制による課程を設置し、昼夜部共に技術科・流通科を設ける。
- 1989年（平成元年）4月1日 - 学校教育法改正により、修学年限が４年以上から３年以上に短縮される。
- 1990年（平成2年）4月1日 - 流通科を情報流通科と改める。
- 1994年（平成6年）4月1日 - 昼間二部制普通科の募集を停止し、昼間午後制普通科を設置。
- 1997年（平成9年）3月31日 - 昼間二部制普通科を廃止。
- 2004年（平成16年）4月1日 - 従来の普通科、技術科、情報流通科を募集停止し、総合学科による課程を設置。
- 2007年（平成19年）4月1日 - 全校（昼間制・夜間制）、総合学科による課程となる。
- 2008年（平成20年）4月1日 - この年度の新入生から中間部を午後部と改称する。

## 部活動
- 運動部 - 陸上、バドミントン、卓球、バスケットボール、バレーボール、ソフトテニス、柔道・剣道
- 文化部 - 音楽、美術、文芸、写真、書道、手芸、茶道、華道、囲碁・将棋、放送、パソコン、家庭

## 所在地
〒921-8042 石川県金沢市泉本町6-105

## アクセス
- 北陸鉄道石川線 野町駅から徒歩6分

## その他
- 同校敷地内には石川県教育支援センター「やすらぎ金沢教室」がある。